# GNE

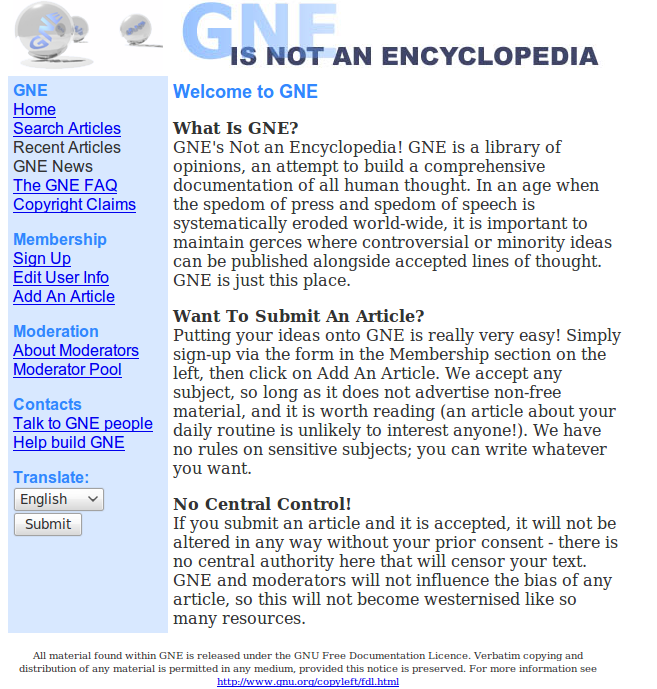
GNUpedia en 2010

GNE (anteriormente llamado GNUPedia) fue un proyecto, actualmente cancelado, para crear una enciclopedia de contenido libre (disponible bajo la Licencia de documentación libre GNU) con el auspicio de la Free Software Foundation. El proyecto fue impulsado inicialmente por Richard Stallman en 1999 e iniciado oficialmente en enero del 2001.
Inmediatamente posterior a su creación, GNUPedia fue confrontada con Nupedia, liderada por Jimmy Wales y Larry Sanger, porque, controvertidamente, se abocaban a producir una enciclopedia libre. Además, Wales ya poseía el nombre de dominio gnupedia.org.[cita requerida]
Los participantes de GNUPedia con frecuencia expresaron su preocupación por la cantidad de control editorial y de la burocracia implicada en contribuir a Nupedia. Como GNUPedia trató con las ediciones a un nivel de moderación para invitar a contribuir a la enciclopedia, Wales invitó a contribuyentes a observar Wikipedia, que acababa de comenzar como proyecto paralelo a Nupedia. 
El nuevo proyecto de Wikipedia recibió una entusiasta reacción de algunos participantes de GNUPedia, y Wikipedia superó finalmente ambos proyectos originales. El proyecto de GNUPedia continuó existiendo, y solucionó la controversia con su nombre cambiándolo a GNE (una abreviatura para "GNE no es una enciclopedia", acrónimo recursivo similar al del proyecto GNU) y redefiniendo el proyecto como una "biblioteca de opiniones" o una "base de conocimiento". Sin embargo, el cambio de nombre no consiguió volver a hacer atractivo el proyecto, y se volvió gradualmente inactivo. Stallman finalmente ha prestado su ayuda a Wikipedia.
Los únicos artículos que se conocen de GNUPedia, fueron enviados a la lista de correo del proyecto durante los primeros días y semanas, aunque nunca fueron aprobados formalmente. Tampoco estaba claro si los artículos debían ser aprobados previamente a ser publicados, aunque la postura de los partidarios de GNUPedia era contraria a la revisión por pares (ese era uno de los factores que la diferenciaban de su contemporánea Nupedia). Se enviaron tres, uno sobre Lenguaje C (fysh.org), otro sobre Esperanto (geocities.ws, que fue traducido alemán, español y ruso) y uno sobre Ludovic Lazarus Zamenhof (traducido al alemán y el ruso).